# Clochemerle (film din 1948)
Clochemerle (titlul original: în franceză Clochemerle) este un film de comedie francez, realizat în 1948 de regizorul Pierre Chenal, după romanul omonim al scriitorului Gabriel Chevallier, protagoniști fiind actorii Félix Oudart, Saturnin Fabre, Jean Brochard și Marcel Pérès. 

## Conținut
Piéchut, primarul republican radical din Clochemerle, un mic sat din Beaujolais, decide să construiască o vespasiană în fața bisericii. Pentru conservatorii notabili, conduși de baroneasa de Courtebiche, această inițiativă este o provocare. Spiritele se încălzesc încât provoacă intervenția armatei. Dar în Beaujolais se va ajunge totuși încât conflictul să fie calmat...

## Distribuție
- Félix Oudart – preotul Ponosse
- Saturnin Fabre – Alexandre Bourdillat
- Jean Brochard – Piéchut
- Marcel Pérès – tata Brodequin
- Maximilienne – Justine Putet
- Roland Armontel – profesorul Ernest Tafardel
- Jane Marken – baroneasa de Courtebiche
- Simone Michels – Judith Toumignon
- Paul Demange – Toumignon
- Max Dalban – Torbayon
- Jacqueline Dor – Rose Bivaque
- Mady Berry – mama Brodequin
- Charles Dechamps –  Luvelat
- Jean-Roger Caussimon – Samotras
- Christian Argentin – episcopul
- René-Jean Chauffard – Oscar de Saint-Choul
- Orbal – Poilphard
- Jack Gauthier	– Claudius Brodequin
- Pierre Labry – Nicolas
- Geneviève Morell – Fouache
- Judith Magre – Hortense Girodot
- Max Palenc – Hippolyte Foncimagne
- Odette Talazac – doamna Girodot
- Zanie Campan – o spălătoreasă (menționată Zanie Aubier)

## Literatură
- Chevallier, Gabriel, Clochemerle, tradus de F. Brunea-Fox, București, 1964: Editura pentru Literatură Universală, p. 296